# Hackett (Arkansas)
Hackett est une ville située dans l’État américain de l'Arkansas, dans le comté de Sebastian.